# Batalla de Gámeza y Tópaga
La batalla de Gámeza y Tópaga fue una acción militar de la guerra de Independencia de Colombia, efectuada el día 11 de julio de 1819 durante la Campaña Libertadora de 1819, en el puente que atravesaba el Río Gámeza, ubicado en el municipio de Gámeza, en el actual departamento de Boyacá. En la acción se enfrentaron las tropas realistas de la III División del Ejército Realista del coronel José María Barreiro contra el Ejército Libertador de la Nueva Granada y Venezuela del capitán general Simón Bolívar.
La batalla se dio como resultado del Combate de Corrales qué sucedió el día anterior 10 de julio donde 2 columnas de la vanguardia patriota fueron atacadas por las tropas realistas quienes los desalojaron de sus posiciones en los pueblos de Corrales y Gámeza. Los patriotas respondieron a este ataque obligando a los realistas a guarecerse del otro lado del río Gámeza.
La acción inició  el 11 de julio con las tropas patriotas tratando de tomar el puente sobre el río Gámeza para así cruzarla y continuar con un asalto frontal a la importante población de Sogamoso. Los realistas tenían el objetivo de seguir a la ofensiva y cruzar el puente para atacar los patriotas quienes se encontraban en Tasco y Socha para prevenir la invasión del altiplano cundiboyacense. Cuando los patriotas llegaron al puente, los realistas se retiraron al otro lado atrincherándose en la Peña de Tópaga desde donde dominaban el puente sobre el río. Los combates duraron entre 5 y 8 horas, la acción terminó indeciso con ambos bandos atribuyéndose la victoria, ya que los patriotas no pudieron cruzar el río pero los realistas no pudieron seguir su ofensiva contra ellos y se volvieron a la defensa. 
Significó un revés para las tropas de Bolívar.

## Antecedentes
El 7 de julio, la mayoría el ejército Libertador ya había atravesado la Cordilleria Oriental por el Páramo de Pisba llegando a la población de Socha en la Provincia de Tunja. El estado en que se encontraba este cuerpo era lamentable, se había perdido hombres y pertrechos durante la travesía, además más de 500 hombres habían caído enfermos durante la marcha donde fueron internados en un hospital militar establecido en Tasco. Durante los siguientes días, el ejército poco a poco recuperaría sus fuerzas. Al mismo tiempo Bolívar ordenaría a su vanguardia a tomar las poblaciones aledañas de Corrales y Gámeza la noticia de la captura de estas poblaciones alertó al comandante de la III división del Ejército Realista el coronel José María Barreiro quien se puso en marcha desde Tunja llegando a Sogamoso el 9 de julio. Al llegar allá ordenó un reconocimiento sobre estas 2 poblaciones para el siguiente día el 10 de julio.

### Combate de Corrales
El 10 de julio los dos escuadrones que había mandado Barreiro a las poblaciones de Corrales y Gámeza fueron rechazadas y casi aniquiladas por las tropas patriotas. Tras estas escaramuzas Barreiro decidió enviar una fuerza de alrededor de 1000 infantes y 180 jinetes para desalojar a las patriotas de sus posiciones en estas poblaciones. Las dos columnas patriotas de 200 infantes y 300 jinetes fueron batidas por las fuerzas realistas logrando una victoria parcial para las tropas del rey, pero al perseguir estas fuerzas fueron auxiliadas por refuerzos patriotas quienes obligaron a los realistas a replegarse a sus posiciones originales en Molinos de Topaga mientras que los patriotas se replegaron a Tasco.

## Desarrollo de la batalla de Gámeza
El día 11 de julio, la III División del Ejército Realista estaba compuesta de dos batallones de infantería: el Primero del Rey y el Segundo de Numancia, cada uno compuesto por una compañía de cazadores, una de granaderos y cuatro compañías de fusileros. Un regimiento de dragones con una fuerza aproximada de doscientos cincuenta hombres a caballo. Para un total de 1000 infantes y 250 jinetes. En la mañana del mismo día 11, la división realista se puso en marcha desde los Molinos de Tópaga con 900 infantes y 180 jinetes por el camino que, pasa por la Peña de Tópaga y cruza el puente sobre el río Gámeza, que conduce al pueblo del mismo nombre.
Al llegar al puente, la vanguardia realista :el batallón Segundo Numancia pasó el puente sobre el río Gameza y continuó el ascenso de la vertiente sobre la cual está situada la población. Barreiro, quien marchaba a la cabeza del grueso de su ejército, observó al llegar cerca al puente que de lo alto de la montaña, más arriba de la población, venía una columna. Inmediatamente ordenó al batallón Segundo de Numancia hacer alto en sus posiciones. Vio luego que bajaban otras columnas, al parecer a atacar la fuerza realista. Ahí pudo el comandante divisionario calcular que su enemigo poseía cerca de 2000 infantería y 150 caballería divididos en cinco columnas. Estas fuerzas eran las divisiones de vanguardia y retaguardia de los generales Francisco de Paula Santander y José Antonio Anzoátegui. De inmediato Barreiro ordenó al teniente coronel Juan Tolrá, comandante del batallón Segundo de Numancia que replegara su batallón sobre la margen izquierda, es decir, detrás del puente, teniendo en cuenta la dirección de la marcha.
Inmediatamente el Libertador desde su puesto de mando vio este movimiento y destacó el batallón Cazadores y una compañía de cada uno de los batallones Rifles, Barcelona y Bravos de Páez, para que cargaran sobre los realistas y en dos columnas trataran de impedir el paso del puente al Segundo de Numnacia. Santander al mando de su vanguardia inicia la acción ordenado una carga a bayoneta por una compañía del batallón Cazadores de la Vanguardia en columna la cual es rechazada por el fuego de varias compañías de realistas de tiradores dejando que el batallón realista repasara el puente con el resto de su batallón, o sea con las compañías de granaderos y las cuatro de fusileros. Estas unidades fundamentales tomaron posiciones sobre la falda, cerca al puente, mientras la de cazadores permaneció en su posición al otro lado del cauce. En este momento las fuerzas, tanto patriotas como realistas, se encontraban en posiciones defensivas a uno y otro lado del río. La patriota por ser más extensa, menos pendiente y de una topografía formada por quebradas que vierten sus aguas al río, era más favorable que la realista que estaba menos protegida de la observación y el fuego enemigos.
Ante lo infructuoso de su ataque, los patriotas hicieron un nuevo esfuerzo lanzando varias acometidas a lo largo del frente y por diferentes caminos, las cuales tuvieron éxito, logrando que los patriotas alcanzaran la orilla opuesta. Pero las unidades del Numancia que se encontraba en posición, apoyadas por la compañía de granaderos del Primero del Rey, situada en una pequeña meseta, lanzaron un fuerte contraataque el cual produjo encarnizado combate en el cauce. Después de desesperados esfuerzos por tomar la posición, las tropas patriotas fueron obligadas a replegarse a la orilla opuesta. Fue este el momento crucial de la acción, pues, la compañía de Cazadores y la sexta del Numancia, al mando del capitán Martín Echegaray, avanzaron impetuosamente sobre la posición patriota, logrando éxito al hacer retroceder a los republicanos en un gran trecho. Durante el nutrido fuego entre las tropas realistas y patriotas fue herido el general Santander en el cuello, el sargento mayor Joaquín París Ricaurte le abrió su casaca para revisar la herida la cual no fue de gravedad dejando que Santander permanecera en su puesto de mando.
Ante este contratiempo los patriotas lanzaron un nuevo contraataque por el frente y por la izquierda. Inmediatamente Barreiro ordenó oponer, por el frente, cuatro compañías del Numancia y, por la derecha, las dos restantes y la de cazadores del primero del Rey que se encontraba con el grueso de la división detrás de la Peña de Tópaga, la cual efectuó un movimiento por retaguardia desde la izquierda hasta la derecha del dispositivo realista. Este contraataque tuvo resultado positivo al anular el esfuerzo patriota sobre su posición, después de cinco horas de lucha y antes de las tres de la tarde. En tal situación, terminó el combate y los dos contendientes quedaron cada uno dueño de su campo. Los Patriotas cubiertos por unidades de caballería y destacamentos de infantería se retiran a Tasco nuevamente, los realistas deciden no perseguirlos.

## Conclusiones
El parte de los patriotas dice que tuvo 12 muertos y 76 heridos y que prisioneros realistas afirman que en sus filas había unos 200 muertos, heridos y prisioneros. Entre heridos contaba el general Santander, herida que no fue de mucha gravedad, Satander escribiría sobre la batalla que "comenzó a sentir Barreiro que estaba lidiando con hombres muy decididos a vencer a todo trance" también añadió "Mi división sufrió mucho en esta jornada perdí, entre otros, los oficiales Arredondo, Loboguerrero y Gómez."  En efecto el batallón “Cazadores” perdió 2 capitanes, 3 oficiales subalternos, el subteniente-abanderado y varios suboficiales o soldados.El coronel Antonio Arredondo, comandante del batallón Cazadores recibió dos impactos durante la batalla muriéndose pocos días después en Tasco el día 13. Su pérdida fue sentida, recién había sido ascendido el 10 de julio a coronel; el general Santander ordenó en su honor:
"Los señores oficiales de la vanguardia en memoria del benemérito comandante coronel Antonio Arredondo llevarán hoy mañana una cinta negra en el puño del sable. Este bizarro oficial ha muerto heroicamente por su patria él debe servir de modelo a todos los que tengan honor y sentimientos heroicos"
Arredodo fue reemplazado como comandante del batallón Cazadores por su segundo el joven sargento mayor Joaquín París quien fue ascendido al rango de teniente coronel el día 15 de julio en Tasco.
El parte realista preparado por el jefe interino del Estado Mayor teniente coronel Sebastián Díaz contabiliza que la III división tuvo 16 muertos y 57 heridos, y contabiliza en el campo de batalla más de 80 muertos, que alcanzan la cifra de 150 bajas con los heridos. Además añade un número de prisioneros, y la captura de más de 100 fusiles.
El resultado de la batalla, sin embargo, es disputado, y ambos bandos se atribuyen la victoria. Los patriotas no logran tomar el puente de Gámeza, pero Barreiro no puede evitar la invasión de Tunja, puerta del altiplano Cundiboyacense. Bolívar avanzó en dirección al pantano de Vargas para sorprender la retaguardia realista, dando lugar a la batalla más sangrienta de la campaña libertadora en el pantano de Vargas.

## Legado
Su importancia radica en que la derrota sufrida por las tropas patriotas les generó un sentimiento de orgullo y no se desalentaron. Más aún se dice que sirvió como entrenamiento físico y moral para los hombres de Bolívar y Santander, que llegaron motivados a la Batalla de Boyacá, el 7 de agosto de ese mismo año.